# Kellie Casey
Kellie Casey (* 29. November 1965 in Toronto, Ontario) ist eine ehemalige kanadische Skirennläuferin.
Casey erreichte in der Saison 1987/88 in der zweiten Abfahrt von Val-d’Isère einen fünften Platz. Zu Saisonende belegte sie im Abfahrtsweltcup den 17. Platz.
Nach den Trainings zur Olympiaabfahrt bei den Olympischen Spielen 1988 in Calgary zählte sie neben Marina Kiehl (GER), Michela Figini (SUI) und ihrer Landsfrau Karen Percy zu den Favoritinnen. Im Rennen stürzte Casey und zog sich eine schwere Knieverletzung zu. In den Weltcup kehrte sie anschließend nicht mehr zurück.